# Gymnammodytes cicerelus
Gymnammodytes cicerelus is een straalvinnige vissensoort uit de familie van de zandspieringen (Ammodytidae). De wetenschappelijke naam van de soort werd voor het eerst geldig gepubliceerd in 1810 door Constantine Samuel Rafinesque.